# دختر جوان با جام می
دختر جوان با جام می (Dame en twee heren) 1659-1660 یک تابلو نقاشی اثر یوهانس فرمیر است که در حال حاضر در موزه هرتزوگ آنتون اولریش در شهر براونشوایگ نگهداری می‌شود.

## مواد استفاده شده در نقاشی
تجزیه و تحلیل انجام شده توسط هرمان Kühn نشان می‌دهد که فرمیر از چه موادی برای رنگ آمیزی این نقاشی استفاده کرده‌است.